# Atypophthalmus (Atypophthalmus) pendleburyi
Atypophthalmus (Atypophthalmus) pendleburyi is een tweevleugelige uit de familie steltmuggen (Limoniidae). De soort komt voor in het Oriëntaals gebied.